# Sipilän niitty
Sipilän niitty este o arie protejată (arie specială de conservare — SAC, sit de importanță comunitară — SCI) din Finlanda întinsă pe o suprafață de 7,3 ha, integral pe uscat.

## Localizare
Centrul sitului Sipilän niitty este situat la coordonatele 61°32′30″N 24°47′41″E / 61.5417°N 24.7947°E.

## Înființare
Situl Sipilän niitty a fost declarat sit de importanță comunitară în mai 2002 pentru a proteja un număr necunoscut de specii din flora spontană și fauna sălbatică aflate în arealul zonei. Situl a fost protejat și ca arie specială de conservare în aprilie 2015.

## Biodiversitate
Situată în ecoregiunea boreală, aria protejată conține 2 habitate naturale: Pajiști fino-scandinave uscate până la mezice, bogate în specii de altitudine mică, Pășuni din zone de pădure fino-scandinave.
La baza desemnării sitului se află un număr nedeclarat de specii protejate.
Pe lângă speciile protejate, pe teritoriul sitului au mai fost identificate 7 specii de plante.